# Croix d'Élisabeth
La croix d'Élisabeth est une distinction britannique créée le 1er juillet 2009 comme insigne reconnaissant la qualité de proche d'un militaire mort en service. Elle est décernée par le monarque régnant, Élisabeth II puis Charles III

## Historique
La récompense a été créée par la reine Élisabeth le 1er juillet 2009, mais l'éligibilité est rétroactive pour toutes les morts depuis la fin de la Seconde Guerre mondiale. Précédemment, les proches des morts de la Première Guerre Mondiale se voyaient remettre un parchemin commémoratif et une plaque commémorative en bronze alors que pour les morts de la Seconde Guerre mondiale et la guerre de Corée, les parents recevaient un parchemin. La création de la récompense fut annoncée dans une déclaration écrite à la Chambre des communes par le secrétaire d’État Bob Ainsworth le 1er juillet et un discours diffusé sur le British Forces Broadcasting Service par la reine. Le mandat royal signé de la main de la reine établissant la croix fut signé le 1er juillet et publié dans The London Gazette le 31 juillet 2009.

## Distribution
Le proche recevant la décoration a le choix de se voir remettre la décoration au cours d’une cérémonie publique, présidée par le lord-lieutenant, ou privée. Un seul parent peut recevoir les croix, même si d’autres proches peuvent demander le document de reconnaissance.
Les conditions détaillées pour recevoir la croix sont : 
- Être mort (de n'importe quelle cause) durant une 'mission décorante', une mission dont les soldats déployés ont reçu une médaille de Campagne, une médaille du Service opérationnel ou une médaille du Service général démontrant le risque encouru et la rigueur demandée. Les opérations durant lesquelles des médailles des Nations unies, de l'OTAN ou d’autres corps internationaux ont été décernées sont éligibles aussi en l'absence de décoration du Royaume-Uni.
- Être mort durant un acte de terrorisme alors que les preuves suggèrent que le défunt a été ciblé pour son appartenance aux forces armées.
- Être mort durant une mission non décorante, si la mort est causée par un risque inhérent à la tâche.
- Être mort prématurément des suites d'une blessure ou d'une maladie contractée suivant les circonstances précédemment citées.

La médaille est accordée sur recommandation à la reine par le secrétaire d'État à la Défense. En conséquence, l'éligibilité du récipiendaire est évaluée par le ministère de la Défense, et l'attribution est demandée par la Reine après avis du secrétaire à la Défense.
La croix et sa version miniature peuvent être portées par le récipiendaire à sa discrétion. En 2010, la reine a approuvé des mesures visant à réglementer le port de la croix par les récipiendaires militaires en service. Suivant cette régulation, la croix d'Élisabeth peut être portée sur le côté droit de l'uniforme quand d'autres médailles sont portées.

## Description

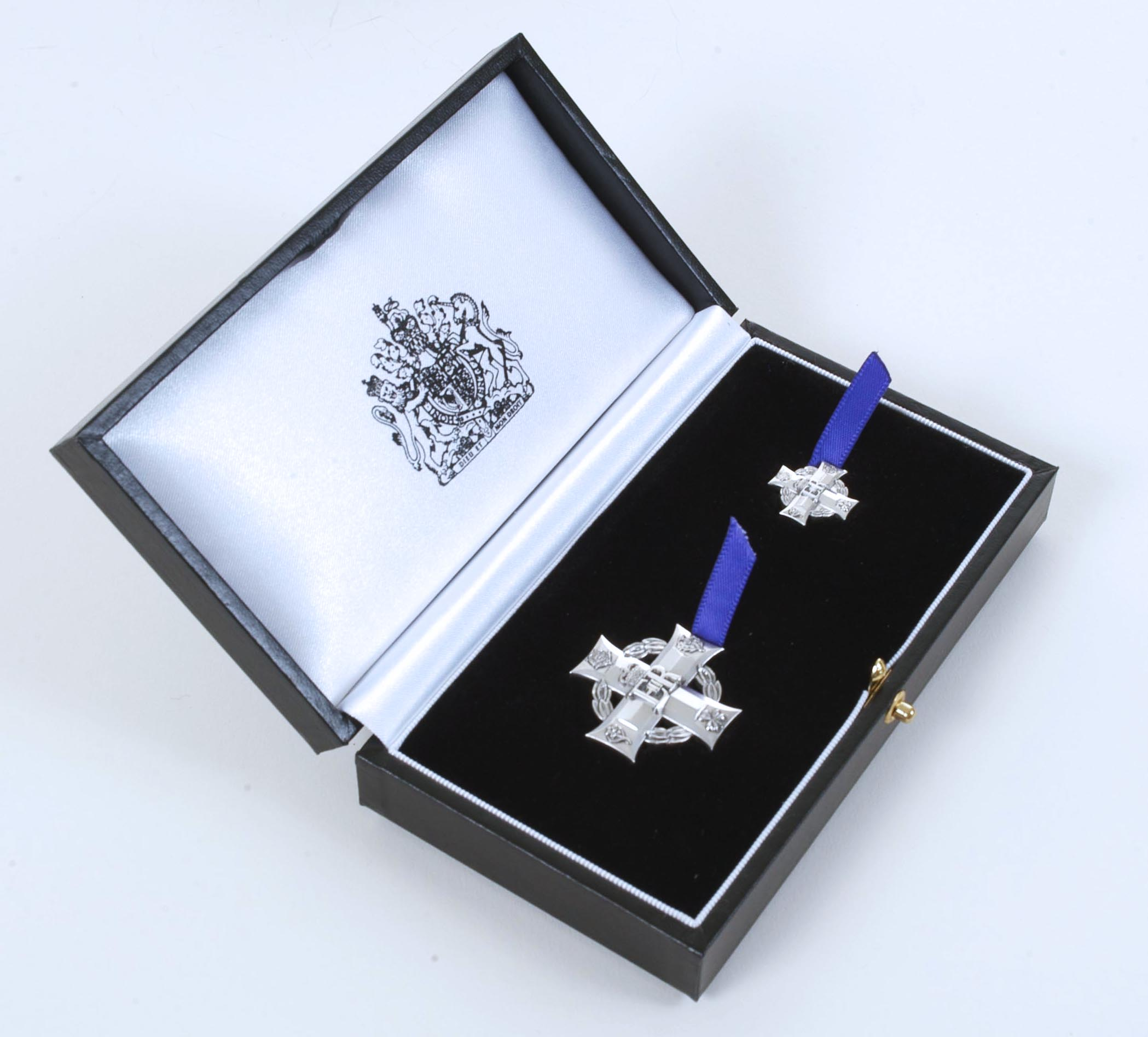
Croix d'Elizabeth dans sa boîte de présentation

La récompense a été conçue par Dayna White, joaillère chez Gladman & Norman Ltd. Elle est composée d’argent sterling, formant une croix carrée entre les branches de laquelle se trouve une couronne de lauriers. À l'extrémité de chacune des branches se trouvent les emblèmes floraux d'une des nations constitutives du Royaume-Uni : la rose anglaise en haut, un chardon pour l'Écosse à droite, le trèfle d'Irlande du Nord en bas et une jonquille galloise à gauche. À l'intersection des branches se trouvent les lettres E.R, surmontées d'une représentation de la couronne de saint Édouard, entre lesquelles s'intercale le chiffre romain II. L'ensemble est similaire en composition à la croix du Souvenir canadienne, décernée depuis 1919. Toutes les croix sont produites par Gladman & Norman jusque mai 2018, quand Worcester Medal Service récupère le contrat.
Les familles reçoivent deux versions de tailles différentes de la croix, la plus petite étant portée en médaillon, ainsi qu'un Memorial Scroll signé par la reine portant le nom du défunt ainsi que la formule suivante : 
«This scroll commemorates [nom du récipiendaire] who gave his/her life for Queen and country on the [date] day of [mois] [année]» 